# ブラジャー

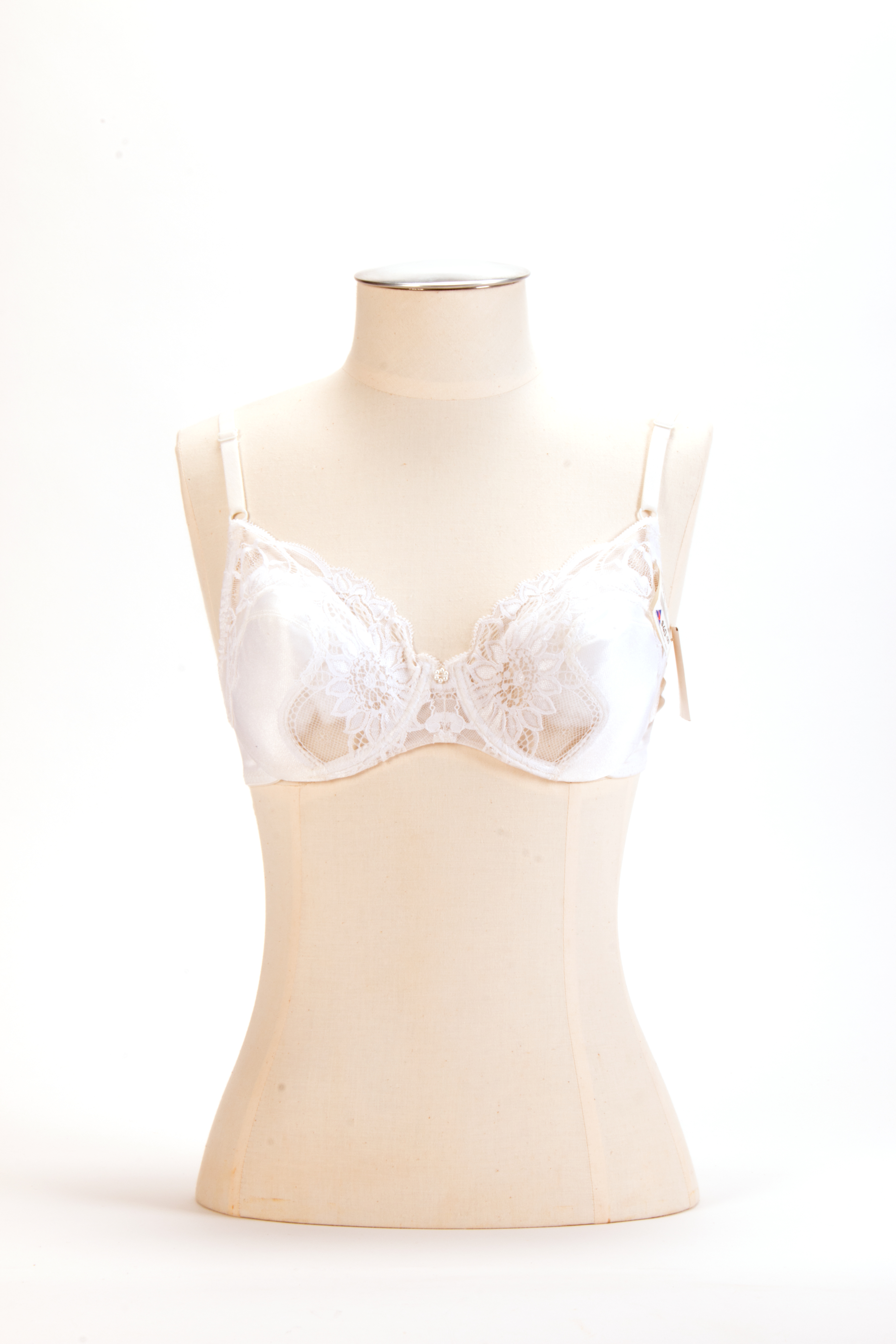
ブラジャー

ブラジャー（英: brassiere。ケベック・フランス語：brassière）は、主に女性が衣服の下に着ける下着。略してブラ（英: bra）とも称される。

## 概要
ファウンデーションの一種で、女性が胸部に着用する下着である。補正下着として使用され、乳房を保護し、形状を整えて崩れることを防ぐ目的がある。
身体に適合したブラジャーは、着用すると正しい姿勢が続いて心身の健康に効果もみられる。
グラビア写真やヌード写真で、胸部や乳首や乳輪を覆うものや行為を、手で胸を覆い隠す「手ブラ」、頭髪を胸の前に垂らす「髪ブラ」、貝殼で胸を覆い隠す「貝ブラ」など「○○ブラ」という俗語がある。

## 歴史
古代ギリシアで、歩行時に乳房が動かないように布製の小さな帯のアポデズムをアンダーバストに巻きつけた。のちに、アナマスカリステルやマストデトンと呼ばれる細いリボンを胸からウエストまでを巻きつけた。
新華社（2006年4月17日）によると、中国内モンゴル自治区の赤峰市で2004年より発掘調査されていた遼代の墳墓から、精巧な刺繍が施されて現代のブラジャーと酷似した形態でベルトに相当する部分とストラップに相当する部分がある、女性が胸部に着用した絹製の下着が発見された。
現在のブラジャーの原型は、フランスで1889年にエルミニー・カドルが発明した「コルスレ・ゴルジェ」である。現在の形に近いものを1913年2月12日にアメリカ合衆国でメアリー・フェルプス・ジェイコブが発明し、1914年に特許を取得した。
2008年にインスブルック大学の考古学者が、オーストリアのレンベルグ城で600年前に作られて実際に使われていたブラジャーを発見した。
1970年代初頭のウーマンリブ運動で、一部の活動家はブラジャーを「女性を拘束する象徴」として敵視し、ブラジャーを焼き棄て日常生活でブラジャーを着用しないノーブラ活動などもみられたが一過性で沈静化した。

### 日本

1956年の装苑誌上で通信販売されていたブラジャーキット

大正末期から昭和初期にかけて洋装下着は徐々に取り入れられた。ブラジャーも「乳房ホルダー」「乳房バンド」の名称で、婦人雑誌の広告にも登場しているが、衛生用品として薬局で販売されることも多かった。
1948年（昭和23年）頃、アルミ線を螺旋状にしたスプリングを綿で被い布で包み、洋服の裏に縫い付けて使用するブラパッドの作り方が、『美しい暮しの手帖』創刊号で紹介された。和江商事は、独占販売権を取得したブラパットを1948年に発売して好評を得て、のちにパッドを入れる内袋のついたブラジャーを販売し、1952年（昭和27年）からワコールの商標でナイロンブラジャーを発売する。

## 形状

### 基本構成
ブラジャーは、以下の構成要素より成る。

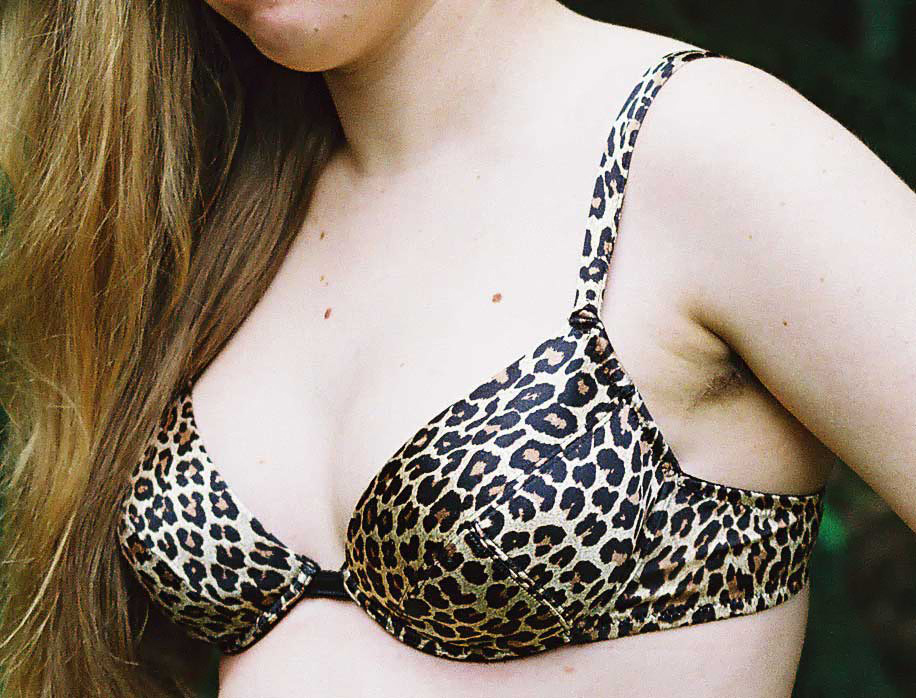
前面から見たブラジャー

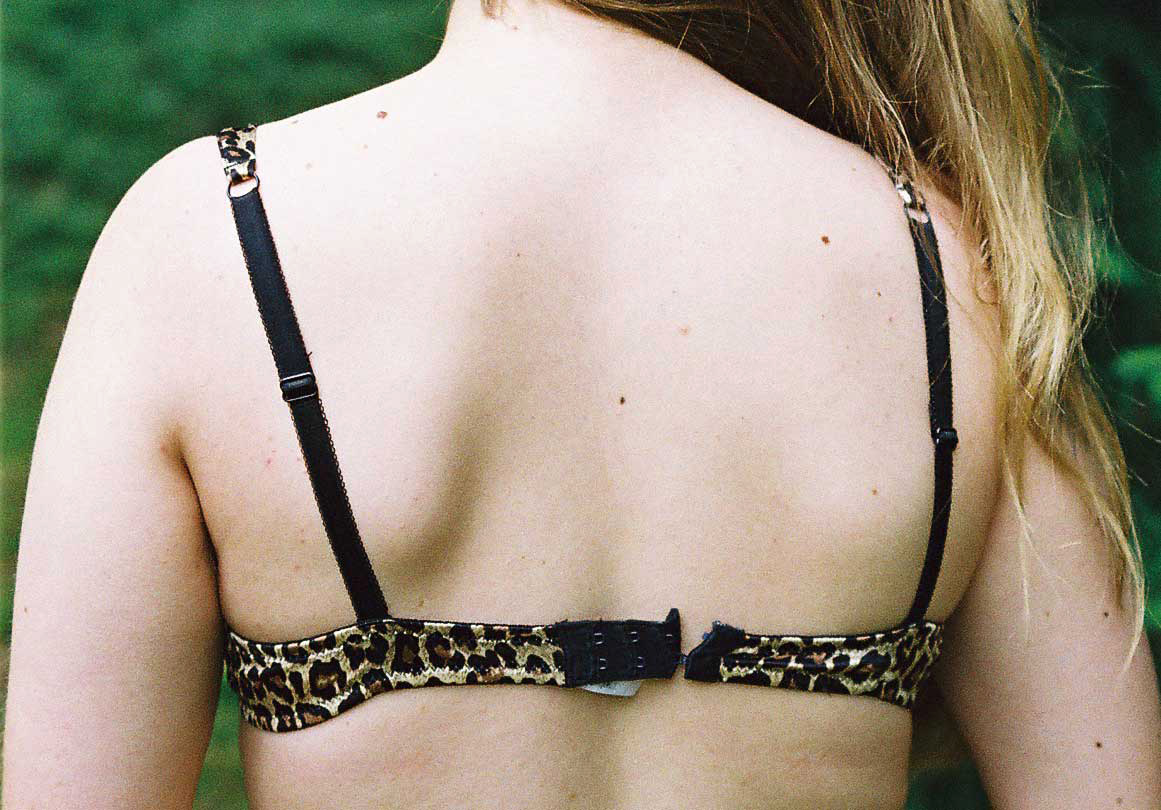
背面から見たブラジャー

1. カップ ： 乳房を包み込むカップ形状の部分で、乳房に合わせて左右に1つずつ、2つのカップがある。
2. サイドベルト ： アンダーベルトともいう。2つのカップの横から伸び、背中に巻き付けて固定する[7]。ベルトが無いタイプもある。
3. ストラップ ： 肩紐とも呼ばれる。ブラジャーのカップ部分と背中のベルトに繋ぎ、カップを支える。アジャスターで長さの調整できる場合が多い。背中でクロスするもの、ホルターネックのようなものもある[7]。ストラップのないストラップレスタイプもある。
4. ホック ： ベルトを止めるための部品。ホックは背中側にあることが多いが、左右のカップの間にホックがあるフロントホックの製品もある[7]。ハーフトップなどと同様に頭からかぶるものなどホックを持たない製品もある。

### 主な分類
- フルカップブラ - カップがバスト全体をすっぽり覆うデザイン。胸をしっかり支えられるため、バストが大きい、柔らかい場合に向いている[7]。
- 3/4カップブラ - フルカップブラのカップ上部1/4をサイドからセンターに向かって斜めにカットしたデザイン。脇の肉を寄せてカップに納めることで胸の谷間が作りやすい[7]。
- 1/2カップブラ、ハーフカップブラ、デミカップブラ - フルカップブラのカップの上半分を水平にカットしたデザイン。
- ノンワイヤーブラ：カップ部分にワイヤーを使っていないもの[7]。

## サイズ

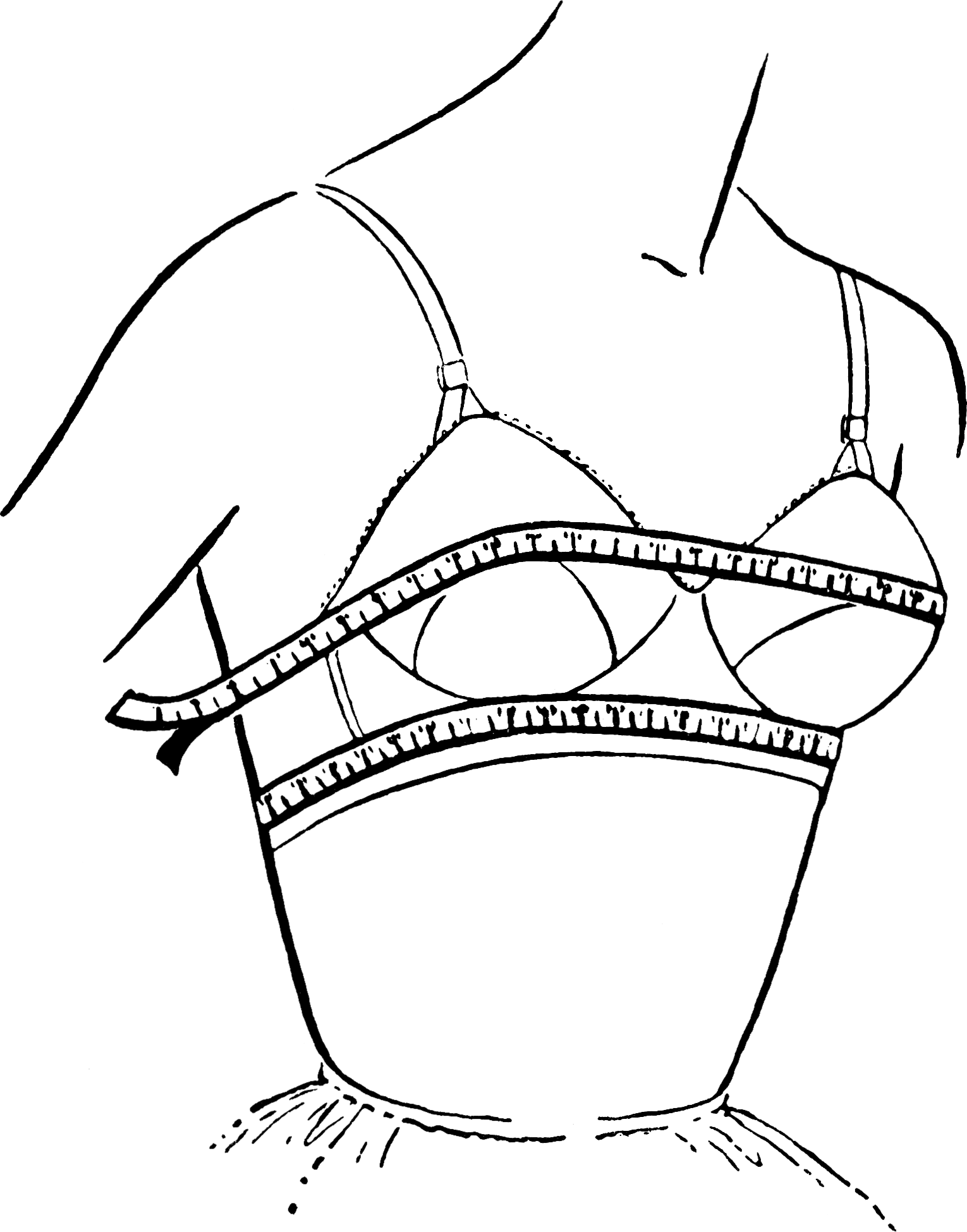
上のメジャーがトップバスト、下がアンダーバスト

ブラジャーのサイズはトップバストとアンダーバスト、及びカップサイズによって表される。トップバストは直立で立った状態で、乳房のもっとも膨らんでいる乳首の上を水平に通る周囲長、アンダーバストは乳房のふくらみの下側を水平に通る周囲長である。
カップサイズは、トップバストとアンダーバストの差で、アルファベットで表示される。あくまで差分であり、「カップサイズが大きいほど胸囲の絶対値が大きい」訳ではない。
カップの容量は、「カップ数を1つ上げ（下げ）、アンダーバストを1つ下げる（上げる）と、ほぼ同じになる」という関係にあるが、「カップ形状」は、メーカーごとあるいは同じメーカーでも製品シリーズで異なる。形状の異なる製品を比べて自らに適するものを選択すれば、自身のカップサイズを探し当てることはそれほど困難なことではない。

### 日本製
1980年にブラジャーの規格やサイズ表記の基準となる新JIS基準改定が行われた。それまで品目やメーカーによってバラつきがあった規格やサイズを、日本人の体形に対応するものへと変化させた。カップサイズとアンダーバストの周径値での表記となったのはこの頃からである。
※日本人の女性の平均カップサイズはトリンプ調査によると以下のように推移している。
| 調査年             | Aカップ | Bカップ | Cカップ | Dカップ | Eカップ | Fカップ | Gカップ |
| ------------------ | ------- | ------- | ------- | ------- | ------- | ------- | ------- |
| 1980年（昭和55年） | 58.6%   | 25.2%   | 11.7%   | 4.5%    | —       | —       | —       |
| 1990年（平成2年）  | 32.3%   | 30.5%   | 21.4%   | 10.0%   | 5.6%    | 0.2%    | —       |
| 1992年（平成4年）  | 25.9%   | 28.3%   | 24.1%   | 12.8%   | 7.8%    | 1.1%    | —       |
| 1996年（平成8年）  | 23.8%   | 34.2%   | 23.9%   | 11.7%   | 4.4%    | 1.8%    | 0.2%    |
| 2004年（平成16年） | 10.2%   | 27.8%   | 27.8%   | 21.5%   | 10.0%   | 2.1%    | 0.6%    |
| 2011年（平成23年） | 8.0%    | 23.8%   | 26.7%   | 22.0%   | 12.8%   | 4.8%    | 1.9%    |
| 2014年（平成26年） | 5.3%    | 20.5%   | 26.3%   | 24.1%   | 16.2%   | 6.0%    | 1.6%    |
| 2016年（平成28年） | 4.1%    | 19.0%   | 25.6%   | 25.0%   | 17.2%   | 6.6%    | 2.5%    |

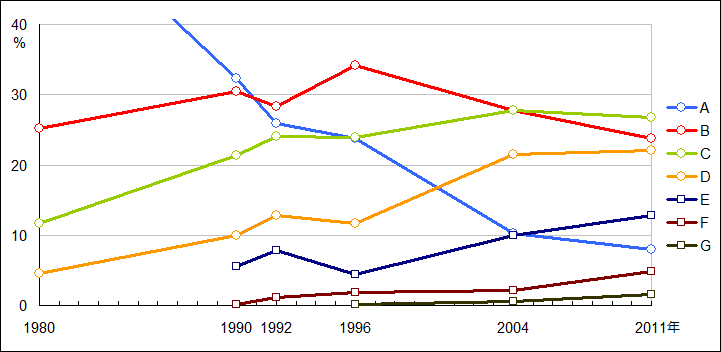
年代別 バストサイズの変化

日本製のサイズはJIS L4006に規定されており、アンダーバストと、カップサイズにより表現される。
アンダーバストのサイズは市販品では、65cm、70cm、75cm、80cm のように5cm刻みである。アンダーバストは、ベルトに付けられるホックによって±2cm程度の調整が可能である。
カップサイズは、トップバストとアンダーバストの差が10cmであるAを基準とし、2.5cm刻みで大きくなるほど、B、C、D、E……とアルファベットを割り当てる。Aよりも小さなカップサイズは、-2.5cm刻みで、AA、AAAと表す。
| カップサイズ | 意味                                       |
| ------------ | ------------------------------------------ |
| AAカップ     | トップバストとアンダーバストの差が約7.5cm  |
| Aカップ      | トップバストとアンダーバストの差が約10.0cm |
| Bカップ      | トップバストとアンダーバストの差が約12.5cm |
| Cカップ      | トップバストとアンダーバストの差が約15.0cm |
| Dカップ      | トップバストとアンダーバストの差が約17.5cm |
| Eカップ      | トップバストとアンダーバストの差が約20.0cm |
| Fカップ      | トップバストとアンダーバストの差が約22.5cm |
| Gカップ      | トップバストとアンダーバストの差が約25.0cm |
| Hカップ      | トップバストとアンダーバストの差が約27.5cm |
| Iカップ      | トップバストとアンダーバストの差が約30.0cm |

店舗はEカップ以上のコーナーを設けているが、Gカップ以上の商品数や種類はCカップ以下のものに比べると乏しく、価格も通常カップ（BからDカップ）より割高になっている。

### アメリカ・イギリス製
アメリカ製およびイギリス製の下着の場合、日本メーカーのブラジャーとはカップサイズが異なり、インチ・フィート法を基準とする。また、アメリカとイギリスでも微妙に異なり、イギリスではDカップとEカップの間にDDカップを設けるが、アメリカではDDカップはEカップの別名として用いられることが多い。

## フィッティング
ブラジャーは体型、乳房の大きさ、乳房の形、乳房の質感に合っていなかったり着用方法を誤ると身体に悪影響する。商品と身体の適合で確認すべき点を記す。
1. カップの上辺が浮く
2. カップの上辺が食い込む
3. カップが余る
4. 前中心が浮く
5. 前中心や脇に圧力が掛かる
6. アンダーバストが食い込む
7. アンダーバストの前中心が浮く
8. アンダーバストが苦しい
9. アンダー全体が上がる
10. ブラジャーの最下点に隙間が出来る
11. ストラップが食い込む
12. ストラップがずり落ちる
13. ワイヤーがバストに食い込む
14. バストラインが下を向く
15. 脇に浮きや弛みがある
16. バック部分が上がる

## 装着
1. ブラジャーのストラップを腕に通して両肩に掛け、カップ下を両手で支え、ワイヤー部分が乳房直下のバージスに当たるように合わせる。
2. 上半身を軽く前屈し、カップのワイヤーを胸の下に当てて乳房を下からすくいあげるようにしっかりとカップに収め、ぐっと持ち上げる。片手でブラジャーのアンダー部分を支え、一方の手で脇からカップ内部へ乳房を寄せ、そのままの姿勢でブラジャーのホックを止める。
3. 身体を起こし、ストラップを少し引き上げながら肩になじませて長さを調整する。ストラップを調整しながら脇下の流れを確かめ、はみ出ている部分はカップに収め、前後のアンダーラインが水平であることを確認する。
4. 上体を動かしてブラジャーが身体に適応していることを確かめる。動いてもずれなければ着用が完了する。

装着手順は各人各様で、先にアンダーのホックを止めてから背部へ回したのちに乳房を整える場合もある。

## 機能製品

### バストアップブラ
バストの見映えを大きくするもので、厚いカップやパッド挿入の機能がある。プッシュアップブラの俗称もある。

### ソフトブラ
着心地を重視し、ワイヤー、パッド、ホックなどを省略した締め付け感覚が緩いもの。

### プランジ・ブラ
センター部が低い位置にあるデザインのもの。「プランジング・ブラ」とも。胸元が開いた服などに合わせやすく、下からも支えられる為に谷間も強調されることが特徴。名の由来は英語で「突っ込み」「飛び込み」等を意味する【Plunge】である。

### バルコネットブラ
小さめのバストを支える作りのデザインとなっているもの。名の由来は「バルコニー」から。バストを持ち上げる効果が大きく、バランスの整った形状に見せられる。バストの下半分を覆う半円状のカップが特徴。

### Tシャツブラ
Tシャツなど身体に密着するものを着用時にブラジャーが目立たないようにデザインされたもので、シームレスやモールドカップが多い。

### ジュニアブラ
子供の胸から大人の胸への発達期に着ける女子向けのブラジャーを下着メーカーではジュニアブラ、ジュニア向けブラという名称で販売している。ホックや長さ調節できるストラップつきのブラジャーのほかにホックがないブラジャーもある。ワコールとアツギはバストトップの膨らみ始めから3段階（STEP1・2・3）、グンゼは2段階（STAGE1・2）に分け、成長段階に応じた着用を推奨している。バストの成長を妨げないために睡眠時の着用は必要ないとしている。思春期に入り大人の胸への発達が始まる平均身長が134.1±6.8cmであることから、ブラジャー（ブラトップ・ブラキャミを含む）のサイズ展開が身長別である場合、130cmサイズ以上または140cmサイズ以上のメーカーが多い。

### マタニティブラ
- 妊娠中は乳腺が発達し、短期間でカップやアンダーサイズが大きくなり乳房の形状も変化する[25]。この時期は通常のブラジャーが乳腺を圧迫し、母乳の分泌に影響することがある。サイズアップ・形状の変化に堪えられるワイヤーや伸縮性を持つ素材、発達した乳房を支えられる強度のあるストラップが採用されている。
- 授乳の際にブラジャーを外さずにカップ部分が取り外せるなど、工夫されたマタニティブラジャーや、産前産後に適した機能を持つランジェリー類をマタニティインナーとも称する。

### 和装用
和服は身体の凹凸を出さずに直線的な着こなしが良とされ、一般的なブラジャーとは逆に、胸のふくらみを目立たなくする機能を持つ。

### 結婚式用
- 上にドレスを着用するため、補正力が高く、ストラップの取り外しが可能なタイプが一般的。背中の開きが大きなドレスに対応した、バックレスと呼ばれるタイプもある。
- 一般的に色は純白だが、一部に青が入っていることがある。花嫁が挙式の際に身にまとうと幸せになれる4つのアイテム「Something Four」の言い伝えに「Something Blue」がある。ブラジャーだけでなく、結婚式の際に花嫁が着用するのに適した機能を持つ下着を「ブライダルインナー」とも総称する。

### 疾病対応
乳癌などの治療による乳房の一部または全切除、片乳房の減少などに対応するブラジャーがある。大きなパッドが入れやすいパッド受け、手術痕にブラジャーが触れ難いデザインなど工夫がある。

### 装飾用
- カップレスブラやトップレスブラと称され、乳房の上半分や乳首が露出する。スリットブラはカップの切れ目から乳首が視認される。
- カップを省略したノーカップ、カップレスもあり、乳房の大部分が露出となる。

### 夜用ブラ（ナイトブラ）
- 睡眠中もバストをしっかり支えて無理な体勢でも正確な位置を維持して、クーパー靭帯を守るブラジャーで、一般的にノンワイヤーのものが多く寝心地を重視して作られている。ナイトブラとも俗称される[26]。
- 昼用はバストの下垂を防ぐことを主目的としているが、ナイトブラは下垂防止だけでなく横流れ防止を主目的としている[27]。

### その他
- スポーツ・体育授業用 - スポーツブラを参照（ジュニア用もある）。
- 男性用 - メンズブラを参照。
- バレエ用（バレエブラ・ジュニア用もある）
- 水着用（スイムブラなど）
- 手術用
- 健康診断用（健診用ブラ）

など

### ブラジャーと一体化したランジェリー類
- ブラキャミ - ブラジャーと一体化しているキャミソール。
- ブラトップ - ブラジャーと一体化しているタンクトップまたはハーフトップ。

など

## 日本での市場占有率
1. ワコール (23.1%)
2. トリンプ (10.6%)
3. シャルレ (5.9%)
4. セシール (5.1%)
5. グンゼ (2.4%)

日本経済新聞社「2002年主要商品・サービス100品目シェア調査」
ほかにルシアン、ピーチ・ジョン、千趣会、チュチュアンナなどがある。

## ブラジャーにまつわる出来事と記録

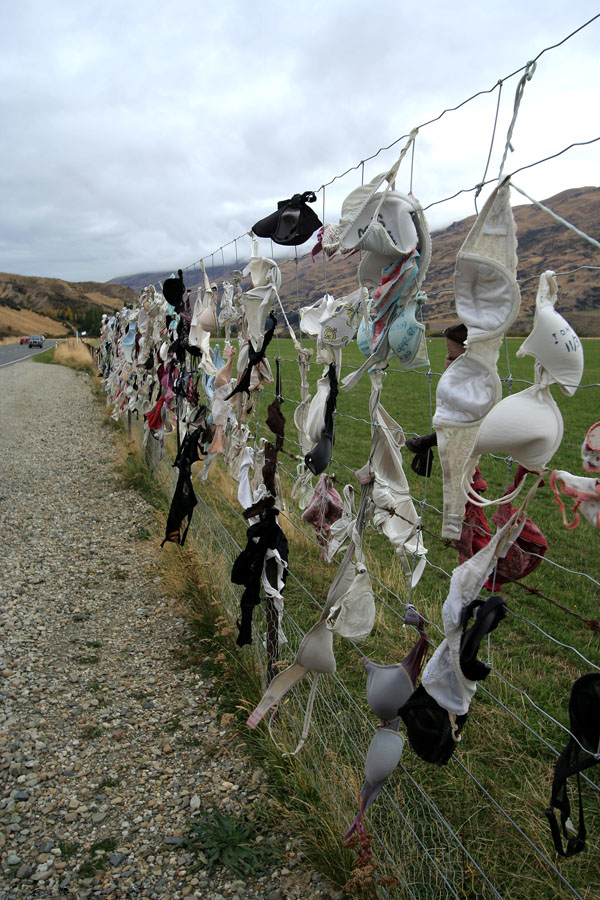
2006年3月末ごろのカードローナのブラ・フェンス

### カードローナのブラ・フェンス
1998年から1999年にかけて、ニュージーランドの中央オタワ地方のカードローナ地区にある公道のフェンスに4枚のブラジャーがぶら下げられたことをきっかけに、真似をする人が続出、その後数千枚にまで膨らみ、観光名所となっている。

### ブラジャーのチェーン
ギネス世界記録によれば、ブラジャーを繋げて作られたチェーンで最も長いものは、2009年8月にオーストラリアで作られ、ブラジャー166,625 枚で163.77キロメートルである。